# آرنوویل-لی-مونت
آرنوویل-لی-مونت (به فرانسوی: Arnouville-lès-Mantes) یک کمون در فرانسه است که در ایولین واقع شده‌است. آرنوویل-لی-مونت ۹٫۹۸ کیلومتر مربع مساحت دارد ۱۲۵ متر بالاتر از سطح دریا واقع شده‌است.